# 방구누자이언트쥐
방구누자이언트쥐(Uromys vika)는 쥐과에 속하는 설치류의 일종이다. 대형 수상성 동물이다. 2015년 솔로몬 제도의 방구누섬에서 발견되었고, 현지 이야기를 토대로 수년간 탐색한 이후에 2017년에 기재되었다. 현지에서는 비카(vika)로 알려져 있다. 두개골과 골격, 상세한 DNA 분석을 기초로 하여 신종으로 확인되었다. 처음에 쓰러진 나무(Dillenia salomonensis)에서 몸길이 46cm, 몸무게 0.5~1kg이고 오렌지-갈색 털을 가진 단 한 점의 표본이 수집되었다. 껍질이 두꺼운 감람나무 열매와 코코넛 같은 견과류와 과일을 먹는 것으로 추정된다.

## 보전 상태
숲 서식지가 약 80km2로 작고, 분포 지역 섬의 삼림 벌채로 서식지 감소가 진행 중이기 때문에 멸종위급종으로 추정된다.